# Simetrie (fizică)
În fizică se înțelege prin simetrie proprietatea unui sistem fizic de a-și păstra neschimbată (invariantă) starea la anumite transformări. Transformările pot fi continue (de exemplu rotație) sau discrete (de exemplu reflexie). Instrumentul matematic pentru studiul simetriilor este teoria grupurilor: grupuri Lie pentru simetriile continue, grupuri finite pentru simetriile discrete.
Aceste două instrumente, grupuri Lie și grupuri finite, stau la baza teoriilor fizicii moderne. Simetriile pot fi ușor formulate ca reprezentări ale grupurilor, ceea ce duce la simplificarea problemelor. Un exemplu important de simetrie în fizică derivă din faptul că viteza luminii este aceeași în orice sistem de referință inerțial, formulat ca principiu al teoriei relativității; ea este descrisă matematic de grupul Poincaré în spațiu-timp.